# Frucken
Frucken är en sjö i Tranås kommun i Småland och ingår i Motala ströms huvudavrinningsområde. Sjön är 10,2 meter djup, har en yta på 1,21 kvadratkilometer och är belägen 188 meter över havet.

## Delavrinningsområde
Frucken ingår i det delavrinningsområde (643360-143894) som SMHI kallar för Utloppet av Frucken. Avrinningsområdets medelhöjd är 199 meter över havet och ytan är 4,71 kvadratkilometer. Det finns inga delavrinningsområden uppströms utan avrinningsområdet är högsta punkten. Vattendraget som avvattnar avrinningsområdet har biflödesordning 4, vilket innebär att vattnet flödar genom totalt 4 vattendrag innan det når havet efter 213 kilometer. Delavrinningsområdet består mestadels av skog (40 procent) och jordbruk (25 procent). Avrinningsområdet har 1,21 kvadratkilometer vattenytor vilket ger det en sjöprocent på 25,6 procent.